# Mettenheim (Bawaria)
Mettenheim – miejscowość i gmina w Niemczech, w kraju związkowym Bawaria, w rejencji Górna Bawaria, w regionie Südostoberbayern, w powiecie Mühldorf am Inn. Leży około 5 km na północny zachód od Mühldorf am Inn, nad rzeką Isen.

## Dzielnice
- Gumattenkirchen
- Lochheim
- Mettenheim

## Demografia
| Rok  | Liczba mieszk. |
| ---- | -------------- |
| 1970 | 1 672          |
| 1987 | 2 015          |
| 2000 | 2 870          |
| 2005 | 3 245          |

### Struktura wiekowa
Dane o ludności z 31 grudnia 2008:
| Opis                                | Ogółem | Ogółem | Kobiety | Kobiety | Mężczyźni | Mężczyźni |
| ----------------------------------- | ------ | ------ | ------- | ------- | --------- | --------- |
| Jednostka                           | osób   | %      | osób    | %       | osób      | %         |
| Populacja                           | 3341   | 100    | 1676    | 50,16   | 1665      | 49,84     |
| Wiek przedprodukcyjny (0–17 lat)    | 745    | 22,3   | 379     | 11,34   | 366       | 10,95     |
| Wiek produkcyjny (18–65 lat)        | 2143   | 64,14  | 1064    | 31,85   | 1079      | 32,3      |
| Wiek poprodukcyjny (powyżej 65 lat) | 453    | 13,56  | 233     | 6,97    | 220       | 6,58      |

## Polityka
Wójtem gminy jest Stefan Schalk z CSU, poprzednio urząd ten obejmował Josef Gründl, rada gminy składa się z 16 osób.
|      | CSU | SPD | ÜWG | FWGGM | Razem |
| 2008 | 8   | 2   | 5   | 1     | 16    |
| 2002 | 8   | 1   | 4   | 1     | 14    |

## Oświata
W gminie znajduje się przedszkole (85 miejsc i 24 miejsca w żłobku) oraz szkoła podstawowa z częścią Hauptschule (13 nauczycieli, 215 uczniów).